# 다이쇼 신수 대장경
다이쇼 신수 대장경(일본어: 大正新脩大蔵経) 또는 대정신수대장경(大正新脩大藏經, 大正新修大藏經), 신수대장경(新脩大藏經) 약칭 대정장(大正藏)은 1924~1934년에 일본 다이쇼 일체경 간행회(大正一切経刊行会)에서 출판한 대장경으로, 모두 88권이다. 도상부(図像部) 12권을 더하여 모두 100권으로 보기도 한다. 기호는 T를 사용한다.
팔만대장경을 저본으로 삼고, 전통적인 대장경 이외에도 중국과 일본의 많은 사본을 교감하고, 팔리어, 산스크리트어 장경과도 대조하여 편찬하여서 가장 광범하고 정확한 판본으로 평가된다. 돈황사본 등 새롭게 발견된 자료를 추가한 것도 이전 대장경들과 구별되는 특징이다.
다이쇼(大正)는 출판 당시 일본의 연호이나, 대부분은 이후 쇼와 연간에 출판되었다. 이어서 1935~1941년에는 팔리어 대장경인 《남전대장경》(南伝大蔵経)을 출판한다.

## 출판 배경
- 일본은 메이지 시대에 이미 팔만대장경을 저본으로 한 《대일본교정대장경축쇄장본》(大日本校訂大藏經縮刷藏本) 40권(불경 8534권), 《대일본교정훈점대장경(大日本校訂訓點大藏經)》(卍字藏經) 36권(불경 7082권), 《대일본속장경(大日本續藏經)》(卍續藏經) 150권(불경 6957권), 《대일본불교전서》(大日本佛敎全書) 151권 등 대규모 활자판 대장경이 출판되어서 새로운 대장경을 출판할 수 있는 환경이 조성되어 있었다.[1]
- 다이쇼 데모크라시 시대에는 문화 활동이 활발해졌으며, 불교에 대한 새로운 연구의 기풍이 있었고, 과거 일본 고승들의 불경을 많이 재출판했다.[2]

## 편찬 과정
- 1917년(다이쇼 6년) 도쿄대학 교수 다카쿠스 준지로(일본어: 高楠順次郎)는 대학 수업의 편의를 위해 대장경을 편찬할 것을 생각.[3]
- 1923년(다이쇼 12년) 와타나베 가이쿄쿠(일본어: 渡辺海旭)와 함께 간행취지서를 발표. 주요 도서관에 교합소 설치.[4] 당시 관련분야 학자들이 다수 협력하여 작업. 그해 출간 예정이었으나 관동 대지진으로 연기.
- 1924년(다이쇼 13년) 5월 제1권 아함부상(阿含部上) 출간. 이후 매월 1권씩 출간.
- 1926년(쇼와 1년) 12월 쇼와 연간이 시작되기 전까지 출간된 책은 모두 32권. 전해인 다이쇼 14년까지 출간된 책은 모두 20권.
- 1928년(쇼와 3년) 11월 제55권 목록부 출간으로 정장(正蔵) 55권 출간 완료.
- 1929년(쇼와 4년) 9월 제56권 속논소부 출간. 매월 1권씩 출간.
- 1932년(쇼와 7년) 2월 제85권 고일부·의사부 간행으로 속장(續蔵) 30권 출간 완료.
- 1933년(쇼와 8년) 1월 26일 와타나베 가이쿄쿠 타계.
- 1934년(쇼와 9년) 11월 제88권 소화법보총목록(昭和法宝総目録) 3권 출간으로 전체 88권 출간 완료.
- 1935~1941년(쇼와 10~16년) 팔리어 대장경인 《남전대장경》(南伝大蔵経) 출판.

## 구성
기존 대장경의 전통적인 체계를 따르지 않고, 역사에 따라 국가별 종파별 분류를 한 것이 특징이다. 하위 분류에서는 기존의 삼장 체계를 적용하였다.
인도부, 중국부 55권을 정장(正蔵)으로, 일본부, 돈황사본, 의사부 30권을 속장(續蔵)으로 분류하기도 한다.

### 인도부(印度部) 32권
- 아함부(阿含部) T.0001~T.0151
- 본연부(本縁部) T.0152~T.0219 — 본생경, 법구경 등 아함경 이외의 초기불경.
- 반야부(般若部) T.0220~T.0261
- 법화부(法華部) T.0262~T.0277
- 화엄부(華厳部) T.0278~T.0309
- 보적부(宝積部) T.0310~T.0373
- 열반부(涅槃部) T.0374~T.0396
- 대집부(大集部) T.0397~T.0424
- 경집부(経集部) T.0425~T.0847
- 밀교부(密教部) T.0848~T.1420
- 율부(律部) T.1421~T.1504
- 석경론부(釈経論部) T.1505~T.1535 — 주석서
- 비담부(毘曇部) T.1536~T.1563
- 중관부(中観部) T.1564~T.1578
- 유가부(瑜伽部) T.1579~T.1627
- 논집부(論集部) T.1628~T.1692 — 설일체유부, 중관파, 유가행파의 논장

### 중국부(中国部) 24권
- 경소부(経疏部) T.1693~T.1803 — 대승불교의 경에 관한 주석서
- 율소부(律疏部) T.1804~T.1815 — 율에 관한 주석서
- 논소부(論疏部) T.1816~T.1850 — 논에 관한 주석서
- 제종부(諸宗部) T.1851~T.2025 — 기타 종파. 신라의 원효, 의상과 고려의 지눌도 포함.
- 사전부(史伝部) T.2026~T.2120 — 역사서
- 사휘부(事彙部) T.2121~T.2127 — 민간 전승되는 전설
- 목록부(目録部) T.2145~T.2184

#### 돈황사본
- 고일부(古逸部) T.2732~T.2864

#### 기타 문헌
- 외교부(外教部) T.2128~T.2144 — 범어에 관한 문헌. 마니교와 네스토리우스파 관련 문헌 포함
- 의사부(疑似部) T.2865~T.2920

### 일본부(日本部) 29권
- 속경소부(続経疏部) T.2185~T.2245 — 대승불교 경에 관한 주석서
- 속율소부(続律疏部) T.2246~T.2248 — 율에 관한 주석서
- 속논소부(続論疏部) T.2249~T.2295 — 논에 관한 주석서
- 속제종부(続諸宗部) T.2296~T.2700 — 여러 종파의 문헌
- 실담부(悉曇部) T.2701~T.2731 — 범어, 불교 음악 등에 관한 문헌.

### 목록부 3권
1. 소화법보총목록(昭和法宝総目録) 제1권 1929년(쇼와 4년) 7월 발행[9]
2. 소화법보총목록(昭和法宝総目録) 제2권 1929년(쇼와 4년) 4월 발행
3. 소화법보총목록(昭和法宝総目録) 제3권 1934년(쇼와 9년) 11월 발행

### 색인
- 大正新脩大蔵経 索引
- 大正新脩大蔵経総目録

## 특징
- 중요한 경전들이 대부분 수록되어 있다.
- 새롭게 발견된 돈황사본 등이 수록되어 있다.
- 일본 종파들이 망라되어 있다.
- 4대장경(고려, 송, 원, 명) 이외에도 정창원의 천평고사경, 궁내성도서료의 구송판일체경, 돈황사본의 육조고사경 등 여러 사본들과 교감하였을 뿐만 아니라, 팔리어, 산스크리트어 경전과도 대조하였다.[11][12]
- 믿을만한 구두점과 훈독점을 찍었다.[13]
- 고유명사 로마자로 표기로 학술적 사용 고려.

## 다이쇼 신수 대장경에 실린 신라, 고려, 조선 사람의 저작
- 원효
  - 《대혜도경종요》(T.1697)
  - 《법화종요》(T.1725)
  - 《금강삼매경론》(T.1730)
  - 《양권무량수경종요》(T.1747)
  - 《불설아미타경소》(T.1759)
  - 《열반종요》(涅槃宗要)(T.1769)
  - 《미륵상생경종요》(T.1773)
  - 《기신론소》(起信論疏)(T.1844)
  - 《대승기신론별기》(大乘起信論別記)(T.1845)
  - 《보살계본지법요기》(菩薩戒本持犯要記)(T.1907)
  - 《육승육정참회》(六乘六情懺悔)(T.1908)
  - 《유심안락도》(遊心安樂道)(T.1965)
  - 《화엄경소제삼》(華嚴經疏卷第三)(T.2757)
- 태현(대현)
  - 《본원약사경고적기》(T.1770)
  - 《범망경고적기》(T.1815)
  - 《대승기신론내의약탐기》(T.1849)
  - 《보살계본종요》(T.1906)
- 둔륜(도륜)
  - 《유가론기》(瑜伽論記)(T.1828)
- 의상
  - 《화엄일승법계도》(華嚴一勝法界圖)(T.1887A)
- 지눌
  - 《진심직설》(眞心直說)(T.2019A)
  - 《계초심학인문》(誡初心學人文)(T.2019B)
  - 《고려국보조선사수심결》(高麗國普照禪師修心訣)(T.2020)
- 일연
  - 《삼국유사》(三國遺事)(T.2039)
- 의천
  - 《신편제종교장총록》(新編諸宗敎藏總錄)(T.2184)
- 김구경 교정
  - 《관심론》(觀心論)(T.2833)
  - 《대승개심현성돈오진종론》(大乘開心顯性頓悟眞宗論)(T.2835)
  - 《능가사자기》(楞伽師資記)(T.2837)

## 인용 기호
- 고유번호
T.3, T.0003, T3, T0003
- 고유번호(권-쪽).[14][15] 한국 학술지에서 주로 사용하는 형식.
T.3(1-154), T.0003(1-154)
- 권-쪽+단(段)[16]
T01-154a
- 권-쪽+단+줄.[17] 줄수를 확인하기 쉬운 컴퓨터나 인터넷 자료에서 주로 사용.
T01-154a01
- 한 권이 2개 이상 부(部)로 나뉘는 경우 a, b, c로 표기하기도 한다.
T85a 古逸部, T85b 疑似部
- 단(段)을 上, 中, 下로 표기하기도 한다.
T01-154上

## 수상 내역
- 1929년(쇼와 4년) 5월 다카쿠스 준지로가 다이쇼 신수 대장경 편찬 공로로 프랑스 학사원 금석학 및 문학 아카데미가 동양학자에게 수여하는 스타니슬라스 줄리앙상(Prix Stanislas Julien) 수상.

## 관련 학술서
- 윤기엽, 다이쇼 신수대장경(大正新修大藏經)의 편찬과정과 체재, 전자불전, 제10집, 2008.
- 윤기엽, 일본 大正時代 佛敎界의 編纂事業: 《大正新修大藏經》의 편찬을 중심으로, 한국불교학, 제48권, 2007.

## 같이 보기
- 팔만대장경

## 영인본
- 《대정 신수 대장경》(서울: 법보원), 2012. 정장(正藏) 55권.
- 《大正新修大藏經索引-續編》(台北: 新文豊出版公司), 1992.[18] 17권.
- 《大正新修大藏經總目錄》(台北: 新文豊出版公司), 1986.[19]
- 《大正新修大藏經圖像部》(台北: 新文豊出版公司), 1983.[20] 도상부 12권.
- 《大正新修大藏經續編》(台北: 新文豊出版公司), 1983.[21] 속장(續藏) 30권.
- 《大正新修大藏經正編》(台北: 新文豊出版公司), 1983.[22] 정장(正藏) 55권.
- 《大正新修大藏經》(台北: 新文豊出版公司), 1983.[23] 100권.
- 《大正新修大藏經索引-正編》(台北: 新文豊出版公司), 1980.[24] 31권.
- 《大正新修大藏經索引》(台北: 新文豊出版公司), 197?.[25] 48권.

## 인터넷에 공개된 자료
- http://21dzk.l.u-tokyo.ac.jp/SAT/
- http://tripitaka.cbeta.org/T 보관됨 2020-04-30 - 웨이백 머신
- https://web.archive.org/web/20150216151453/http://greatbook.josephchen.org/